# 俠白穴
俠白穴（LU 4），穴位名，屬於手太陰肺經。

## 定位
定位：肱二頭肌外側溝中，肘橫紋上五寸。

## 取穴法
定位：天府穴下一寸。

解剖：當頭靜脈及橈動脈、橈靜脈分支。分布有臂外側皮神經，當肌皮神經經過處。

## 刺灸法
直刺0.5─1寸

## 主治
主治：咳嗽、氣喘、乾嘔、煩滿、臑痛、白癜風(即白斑,灸俠白以治白斑)

## 參看
- 腧穴列表